# Hemetsberger吲哚合成
Hemetsberger吲哚合成（Hemetsberger indole synthesis），又称Hemetsberger–Knittel合成（Hemetsberger–Knittel synthesis）
3-芳基-2-叠氮基丙烯酸酯热解为吲哚-2-羧酸酯。
产率一般超过70％。 但反应底物不稳定也很难制取，因此应用很少。

## 反应机理
反应具体机理仍不清楚。 有研究认为反应是经过氮烯中间体进行。 有人已分离出反应中的吖丙烯中间体。